# Parmotrema erasmium
Parmotrema erasmium är en lavart som först beskrevs av Hale, och fick sitt nu gällande namn av Hale. Parmotrema erasmium ingår i släktet Parmotrema och familjen Parmeliaceae.   Inga underarter finns listade i Catalogue of Life.